# 宜興客運 (台灣)
宜興汽車客運股份有限公司，簡稱宜興客運，曾是臺灣宜蘭縣唯一的民營公路客運業者，長年經營宜蘭地區的公路客運，在宜蘭縣佔有一席之地，但在2004年因為員工罷駛而宣佈倒閉，目前路線由國光客運代駛。

## 歷史沿革
- 1978年，時任花蓮縣籍臺灣省議員黃金鳳創立宜蘭客運。[2]
- 1992年，宜蘭客運經營權轉手，改名北宜客運。
- 1995年，北宜客運經營權轉手，改名宜興客運。
- 2003年10月，宜興客運因公司積欠員工薪資而發動罷駛[3]。
- 2004年1月1日，因公司持續積欠員工薪資，宜興客運員工再次發動罷駛[4]，直至1月12日結束[5]。後有地方人士出資成立蘭陽客運籌備處，最後依然未成。
- 2004年6月宜興客運再次爆發勞資糾紛，後經協議暫時停駛一年，所屬路線由國光客運代駛。

## 相關
- 宜興客運曾使過的五十鈴品牌的客運車